# 272. Volksgrenadier-Division
Die 272. Volksgrenadier-Division war eine deutsche Infanteriedivision, die in Frankreich und in Westdeutschland zum Einsatz kam.

## Geschichte

### Aufstellung
Die Division wurde am 17. September 1944 durch den Wehrkreis III auf dem Truppenübungsplatz Döberitz bei Berlin anstelle der ursprünglich für eine Aufstellung vorgesehene 134. Volksgrenadier-Division. Seit August 1944 befand sich hier die 575. Volksgrenadier-Division, eine Division der 32. Aufstellungswelle, in der Aufstellung. Diese wurde, wie die Reste der 272. Infanterie-Division für die Aufstellung der 272. Volksgrenadier-Division herangezogen.
Der Panzerjäger-Abteilung der Division wurden im Oktober 1944 für eine Neuausrüstung vierzehn Jagdpanzer 38 zugeteilt.

### Verlegung in den Westen
Im November 1944 verlegte die Division als Reserve der 7. Armee zur Heeresgruppe B in die Eifel.

### Hürtgenwald
Bei den Abwehrkämpfen und Gegenangriffen des LXXIV. Armeekorps, der 7. Armee zugeteilt, gegen die südlich von Aachen vorstoßenden US-amerikanischen Verbände kam es zu schweren Kämpfen, die in ihrer Gesamtheit später als Schlacht im Hürtgenwald zusammengefasst werden. Im Januar 1945 wurde das Korps der 15. Armee unterstellt.
Die Kämpfe in der Eifel vor und am Westwall, an denen die Division beteiligt war, gingen im Februar und März 1945 unvermindert weiter, wobei das Korps ab Februar 1945 der 5. Panzerarmee unterstellt war.

### Vernichtung
Der Vorstoß der US-amerikanischen Streitkräfte aus dem Brückenkopf bei Remagen, der am 7. März 1945 gewonnen worden war und der Übergang alliierter Truppen nördlich des Ruhrgebietes (Operation Plunder), zwang das deutsche Oberkommando die fast schon eingekesselten Verbände, zu denen die 272. Volksgrenadier-Division gehört, nach Osten zurückzuziehen. Die etwa von Norden und Süden umgangenen etwa fünfundzwanzig deutschen Großverbände schaffen angesichts der alliierten Luftüberlegenheit und fehlender Transportmittel kaum sich zurückzuziehen und wurden im Ruhrkessel größtenteils vernichtet.

### Verbleib der Divisionsreste
Letzte Truppenteile marschierten im April 1945 mit dem LXXIV. Armeekorps, das wieder der 15. Armee unterstellt war, auf einem Rückzug durch Hessen und den Harz bis an die Elbe, wo sie in amerikanische Gefangenschaft gingen. Am 18. April 1945 war bereits der Divisionskommandeur König gefangen genommen worden.

## Kommandeure
- Oberst Georg Koßmala: von der Aufstellung bis 13. Dezember 1944
- Generalmajor/Generalleutnant Eugen König: vom 13. Dezember 1944 bis 18. April 1945
- vakant: vom 18. April 1945 bis 30. April 1945

## Gliederung
- Grenadier-Regiment 980 mit zwei Bataillonen (aus Grenadier-Regiment 1183)
- Grenadier-Regiment 981 mit zwei Bataillonen (aus Grenadier-Regiment 1184)
- Grenadier-Regiment 982 mit zwei Bataillonen (aus Grenadier-Regiment 1185)
- Artillerie-Regiment 272 mit vier Batterien (aus Artillerie-Regiment 1575)
- Füsilier-Kompanie 272
- Divisionseinheiten 272